# Isla Lingga
La Isla Lingga (en indonesio: Pulau Lingga) es la mayor y más poblada de las Islas Lingga, en Indonesia. Tiene una superficie de 889 kilómetros cuadrados. Está ubicada al sur de las islas Riau en la costa este de Sumatra. La otra isla principal del archipiélago es Singkep.
Lingga está al sur de Bintan y al norte de la isla vecina Singkep, en el extremo sur del Mar de la China meridional y al sur de la línea del ecuador.
La capital de la isla es Daik en el sur. Otros lugares de importancia son Pelandok y Kado en la costa sur y Centeng y Linau en la costa norte.
El pico más alto es Gunung Lingga con 1.163 m, Gunung Sepinan por su parte alcanza los 750 m.